# بهلکه‌شیخ‌موسی
بهلکه شیخ‌موسی روستایی در دهستان شیخ‌موسی بخش مرکزی شهرستان آق‌قلا استان گلستان ایران است.

## جمعیت
بر پایه سرشماری عمومی نفوس و مسکن در سال ۱۳۹۵ جمعیت این مکان ۲٬۲۵۱ نفر (۶۱۶خانوار) بوده‌است.